# Pensylvánie
Pensylvánie (anglicky Pennsylvania  [ˌpɛnsɨlˈveɪnjə]IPA, oficiálně Commonwealth of Pennsylvania) je stát nacházející se na severovýchodě Spojených států amerických, ve Středoatlantské oblasti severovýchodního regionu USA. Pensylvánie, jejímž středem prochází Appalačské pohoří, hraničí na jihovýchodě s Delawarem, na jihu s Marylandem, na jihozápadě se Západní Virginií, na západě s Ohiem, na severu s New Yorkem a na východě s New Jersey. Na severozápadě se krátkým úsekem dotýká Erijského jezera, kde sousedí s kanadskou provincií Ontario.

## Historie
Pensylvánie vznikla v roce 1681 darováním půdy Karlem II. podnikateli Williamu Pennovi, jehož otci, admirálu Williamu Pennovi, dlužil peníze. Penn mladší zde založil provincii, resp. anglickou kolonii, která se roku 1776 stala jedním z původních třinácti zakládajících států USA. Krátce před tím, mezi lety 1763 a 1767, byla během územních sporů upravena její jižní hranice, která tvoří větší část tzv. Masonovy-Dixonovy linie. Pensylvánie jako druhý stát v pořadí ratifikovala Ústavu Spojených států amerických, k čemuž došlo 12. prosince 1787. Deklarace nezávislosti i Ústava byly přijaty v budově Independence Hall, která se nachází v největším pensylvánském městě Filadelfii, jež byla v letech 1790–1800 hlavním městem USA. Za americké občanské války proběhla v roce 1863 v jižní centrální části státu bitva u Gettysburgu.

## Symboly

### Další symboly
Píseň: Pennsylvania
Heslo: „Ctnost, svoboda a nezávislost“ („Virtue, liberty and independence“)
Zvíře: jelenec běloocasý (Whitetail Deer)
Pták: jeřábek červený (Ruffed Grouse)
Pes: německá doga (Great Dane)
Hmyz: světluška (Firefly)
Ryba: siven americký (Brook Trout)
Strom: jedlovec (Hemlock)
Květina: horský vavřín, mamota širokolistá (Mountain Laurel) – Kalmia latifolia
Fosílie: trilobit Phacops rana
Nápoj: mléko

## Geografie
Pensylvánie leží na severovýchodě Spojených států amerických mezi Erijským jezerem a Delawarským zálivem. Napříč státem od jihozápadu k severovýchodu prochází Appalačské pohoří. Východní hranice státu je vedena po řece Delaware, která Pensylvánii přirozeně odděluje od státu New Jersey a části státu New York, který je severním sousedem Pensylvánie. Hranice mezi New Yorkem a Pensylvánií vede převážně po 42°00′ severní zeměpisné šířky. Západní hranice s Ohiem a Západní Virginií vede přímo po 80°31′ západní zeměpisné délky až po jižní hranici, která je vymezena rovnoběžkou 39°43′ a odděluje Pensylvánii od Západní Virginie a Marylandu. Pensylvánie sousedí ještě se státem Delaware. Nejvyšším bodem Pensylvánie je Mount Davis s 979 metry nad mořem. Nejnižším bodem je hladina řeky Delaware při ústí do Delawarského zálivu.
Hlavními řekami Pensylvánie jsou Allegheny River, Susquehanna River, Delaware River a Ohio River.
Se svou rozlohou 119 283 km² je Pensylvánie 33. největším státem USA, v počtu obyvatel (12,8 milionu) je šestým nejlidnatějším státem. S hodnotou hustoty zalidnění 110 obyvatel na km² je na devátém místě. Hlavním městem je Harrisburg s 50 tisíci obyvateli. Největšími městy jsou Filadelfie s 1,53 milionu obyvateli, dále Pittsburgh (300 tisíc obyv.), Allentown (120 tisíc obyv.), Erie (100 tisíc obyv.) a Reading (90 tisíc obyv.). Pensylvánii patří 82 km pobřeží Erijského jezera. Nejvyšším bodem státu je vrchol Mount Davis s nadmořskou výškou 979 m. Největšími toky jsou řeky Delaware, která tvoří hranici se státy New York a New Jersey, Susquehanna, Monongahela, Allegheny a Ohio.

## Hospodářství

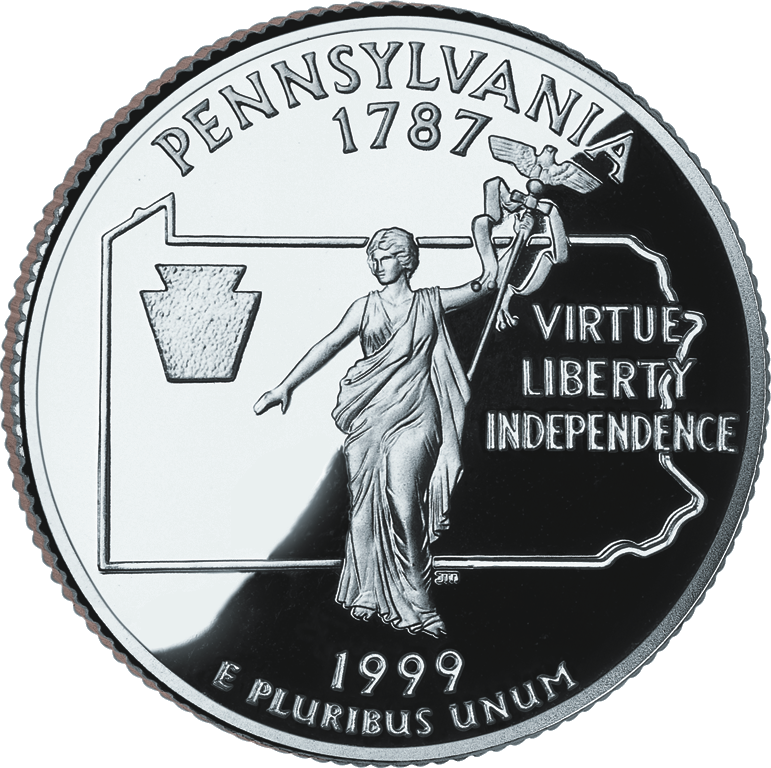
Čtvrtdolar státu Pensylvánie (paměťní mince), autor John Mercanti

Průmysl je v Pensylvánii značně rozvinut. Jedná se především o těžební, hutní, strojírenský, chemický, elektrotechnický, papírenský a tabákový průmysl. V Pensylvánii se pěstuje především kukuřice a tabák, produkuje se seno a houby. Z živočišné výroby se produkují především mlékárenské výrobky, drůbeží, hovězí a vepřové maso.
Hrubý národní produkt v roce 2005 činil 430,31 miliard dolarů.

## Obyvatelstvo
Podle sčítání lidu z roku 2010 zde žilo 12 702 379 obyvatel. Původní kolonie vznikla jako území britského šlechtického rodu Pennů, takže ve spojení se slovem "sylvania", tedy polesí vznikl nový název státu. Nejpočetnějším etnikem se už od 18. století stali původem Němci z německých států, Švýcarska a Rakouska, známí jako "Pennsylvanian Dutch". Velice brzy zde docházelo k rozvoji těžebního průmyslu, který přilákal velké množství obyvatel především z Evropy do nových center jako Pittsburgh a okolí, Scranton, Wilkes-Barre, Lancaster, York nebo Altoona. Philadelphia, původní hlavní město USA přivítala i mnoho původem Irů, Italů a Poláků, v USA typicky městského obyvatelstva.

### Rasové složení
- 81,9 % Bílí Američané
- 10,8 % Afroameričané
- 00,2 % Američtí indiáni
- 02,7 % Asijští Američané
- 00,0 % Pacifičtí ostrované
- 02,4 % Jiná rasa
- 01,9 % Dvě nebo více ras

Obyvatelé hispánského nebo latinskoamerického původu, bez ohledu na rasu, tvořili 5,7% populace.

### Náboženství

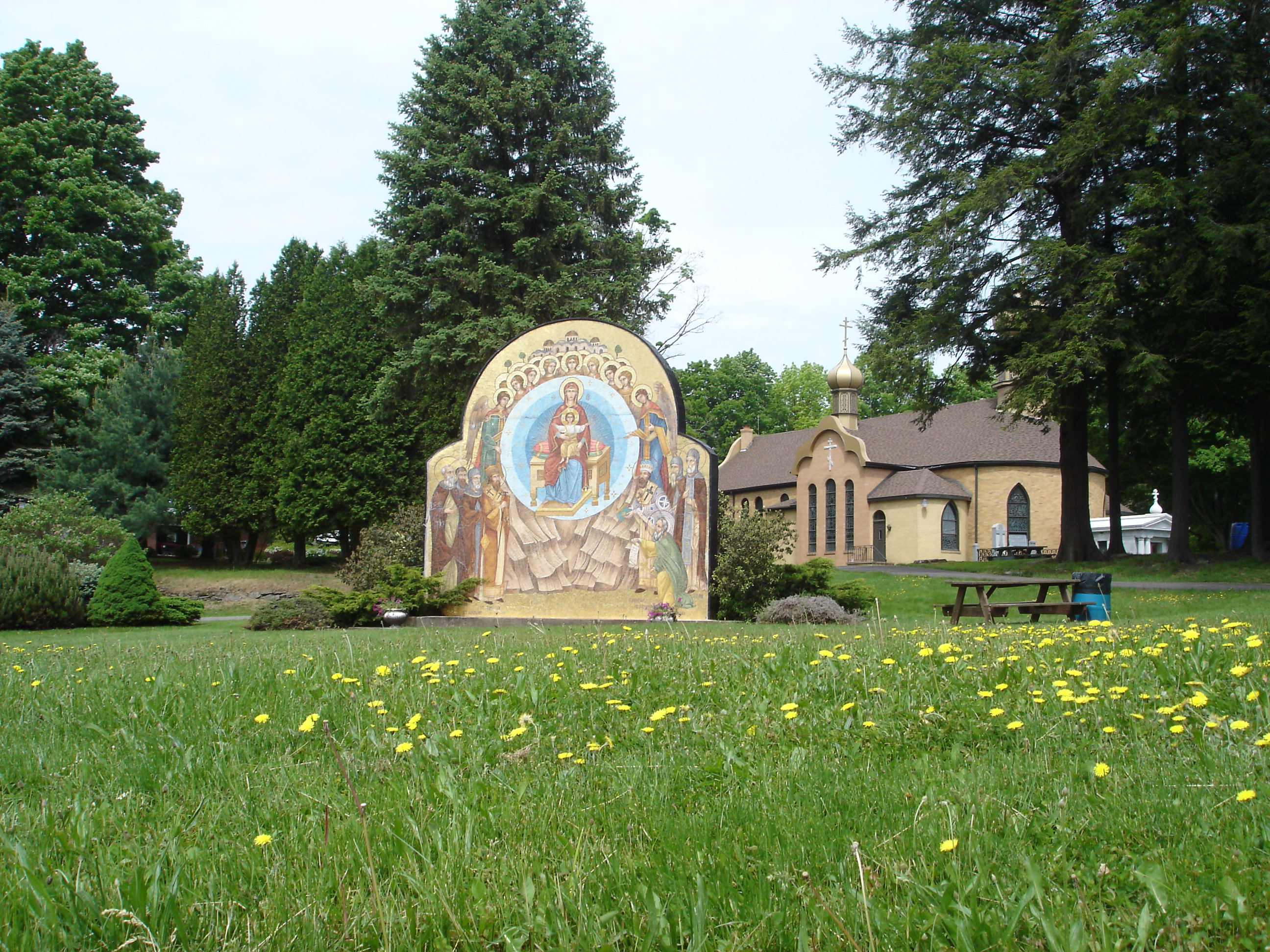
Monastýr svatého Tichona Zadonského (South Canaan, Pensylvánie)

Zastoupení církví:
- protestanti – 53 %
  - baptisté – 10 %
  - metodisté – 9 %
  - luteráni – 9 %
- římští katolíci – 33 %
- ostatní křesťané – 1 %
- jiná náboženství – 2 %
- ateisté – 6 %